# The Big Mash Up
A The Big Mash Up a Scooter tizenötödik nagylemeze, mely 2011. október 14-én jelent meg. A lemez meglehetősen nagy vitát váltott ki a rajongók körében, a korábbi stílustól eltérő hangzása miatt, melyet az együttes kísérletezésnek szánt. 2012-ben az albumot népszerűsítő turnét rendeztek (The Big Mash Up Tour). Az album hagyományos változatban is 2 CD-n jelent meg, a második lemezen a "Suck My Megamix"-szel, melyen az addig megjelent 46 Scooter-kislemez volt egybemixelve. A Deluxe változathoz a "The Stadium Techno Inferno" járt DVD-n, a Limited Deluxe pedig ezeken felül tartalmazott egy posztert, dedikált autogramkártyákat, valamint egy nyakláncot. A turné előtt az interneten megvásárolható lett a Tour Edition is, minimális eltérésekkel.

## Áttekintés
Az "Under the Radar Over the Top" megjelenése után egy turné következett, melyről Live In Hamburg címmel egy kiadvány is készült. Ezután viszont hosszas csönd következett. 2010 szeptemberében aztán a Facebookon megjelent egy hír arról, hogy hamarosan nekilátnak az új albumnak. Októberben Rick J. Jordan egy bulgáriai fellépés alkalmával azt mondta, hogy az album készül, de még nagyon az elején tartanak. Több stílussal is kísérleteznek, de legjobban a progresszív house és az electro fogta meg őket. Ezt a rajongók nagy része döbbenten vette tudomásul, ugyanis nem ez volt eddig jellemző a Scooterre. Novemberben a hivatalos oldalon közzétett információ alapján 2011 tavaszát jelölték ki megjelenési dátumnak, azt is megemlítve, hogy akik nem tudnak addig várni, azoknak a decemberi "Stuff The Turkey X-Mas Tour" melegen ajánlott. Ebből sokan azt a következtetést vonták le, hogy talán új számokat is be fognak mutatni, de ez tévesnek bizonyult.
2011 márciusában aztán jött a bejelentés a megjelenés kényszerű elhalasztásáról. Mivel a tagok minden energiáját lekötötte a "The Stadium Techno Inferno" szuperkoncert szervezése és az aktuális fellépések, ez borítékolható is volt. Ugyanekkor azonban az Echo Awards díjkiosztóján bejelentették, hogy április közepén egy dupla A-oldalas kislemez várható tőlük, Friends Turbo / The Only One címmel. Ez végül nem így történt, a kettőt külön jelentették meg. A Friends Turbo áprilisban jelent meg, mint a "Turbo" című film betétdala, és nem volt más, mint a "Friends" modernizált változata. Áprilisban pedig azt is bejelentették, hogy az új lemez címe "The Big Mash Up" lesz, és augusztusra várható, többféle stílus keverékét szerepeltetve – a Facebook-on azt is elárulták, hogy drum and bass szám mindenképp lesz rajta, és talán dubstep is. Ám még előtte megjelent a The Only One, merőben szokatlan hangzással, és még szokatlanabb videóklippel, amellyel sikerült a rajongókat a végletekig megosztani. Úgy néz ki, ez rájuk is hatással lehetett, mert egy június végi interjúban H.P. meg is említette, hogy az albumot áttervezik, ezért októberig elhalasztják a megjelenést. Indokként azt hozták fel, hogy rájöttek, hogy az electro-house nem az ő világuk, és vissza kell térni a gyökerekhez. Ezután folyamatosan kerültek ki hírek az album készítéséről az internetre, október 14-i megjelenési dátummal, ugyanerre a napra pedig egy kislemezt, a David Doesn’t Eat-et is beterveztek. Szeptember végén azonban az Amazon.com internetes áruház egy rövid időre elérhetővé tette a sample-öket, amiből egyértelművé vált, hogy az eredeti, 2010-es koncepciót követi a lemez: a house és az electro mellett dubstep, drum and bass, és az előző album hardstyle-számaira hasonlító szerzemények is lesznek rajta.

## A dalokról
Az album érdekessége, hogy a legtöbb számból elhagyták a már régóta védjegynek számító Shure-mikrofon hangzást, így H.P. teljesen tisztán szövegel a dalokban. A lemezen található számok stílusa meglehetősen heterogén, egységet az egy blokkban található számok biztosítanak rajta. Kezdődik mindez a C.I.F.L.-el, amely egy rövid, de zörejekkel tarkított intro. A David Doesn’t Eat egy klasszikus Scooter-alapokra építkező dubstep-szerzemény, az ezt követő Dreams pedig a Házibuli című film klasszikus betétdalának drum and bass-feldolgozása. A Beyond The Invisible már egy vérbeli dubstep-szám, melyet egy hagyományosabb Scooter-számnak nevezhető követ, a Sugary Dip. Az It's A Biz tempójában és felépítésében is a klubok világát idézi fel, míg a C'est Bleu az előző lemez hardstyle-hangzására emlékeztet. Az 8:15 To Nowhere egy klasszikus szám instrumentális feldolgozása, house stílusban. A Close Your Eyes és a The Only One nagyon hasonlítanak egymásra, bár előbbiben H.P. hangja torzítatlanul hallatszik és kiforrottabb dalnak tűnik, mint utóbbi, amelyet egy korábbi kislemezről már ismertek a rajongók. A Sex and Drugs and Rock and Roll egy újabb kitérő a klubok világába. A Copyright egy kérdezz-felelek stílusú szám, szintén inkább a house felé kacsintgatva. A Bang Bang Club is klubzene, de hangzásában a nyolcvanas éveket idézi meg, és H.P. látogatása inspirálta az azonos nevű New York-i klubban. Az album végén a Summer Dream az előző album hangzását viszi tovább, míg a Mashuaia a szokásos trance-es lezáró szám, melyet Michael ibizai körútja inspirált. Zárásképpen a Friends Turbo került fel az albumra, amely a Friends 2011-es, modernizált változata, mintegy bónuszként.

## Számok listája
| #  | Cím                               | Szerzők                                                                                                  | Hossz |
| -- | --------------------------------- | --- | ----- |
| 1  | C.I.F.L.                          | H.P. Baxxter, Rick J. Jordan, Michael Simon, Jens Thele                                                  | 0:48  |
| 2  | David Doesn’t Eat                 | Nicholas Charles Bailey, H.P. Baxxter, Rick J. Jordan, Michael Simon, Jens Thele                         | 3:37  |
| 3  | Dreams                            | Vladimir Cosma                                                                                           | 3:11  |
| 4  | Beyond the Invisible              | Michael Cretu, David Farstein                                                                            | 3:35  |
| 5  | Sugary Dip                        | H.P. Baxxter, Rick J. Jordan, Michael Simon, Jens Thele, Chris Avantgarde                                | 3:25  |
| 6  | It’s A Biz (Ain’t Nobody)         | David Wollinski                                                                                          | 4:45  |
| 7  | C’est Bleu (feat. Vicky Leandros) | Andre Charles Jean Popp, Pierre Cour, H.P. Baxxter, Rick J. Jordan, Michael Simon, Jens Thele            | 4:11  |
| 8  | 8:15 To Nowhere                   | Otis Blackwell, Jan Jun Hammer, Scott Lee Moss                                                           | 4:49  |
| 9  | Close Your Eyes                   | G. M.l Johansson, S. A. Madan, H.P. Baxxter, Rick J. Jordan, Michael Simon, Jens Thele, Chris Avantgarde | 3:26  |
| 10 | The Only One                      | H.P. Baxxter, Rick J. Jordan, Chris Avantgarde, Jens Thele, Baker, Blunt, Brookes, Burgess, Collins      | 3:32  |
| 11 | Sex and Drugs and Rock and Roll   | H.P. Baxxter, Rick J. Jordan, Michael Simon, Jens Thele, Achim Janssen, Claas-Philipp Jambor             | 3:34  |
| 12 | Copyright                         | H.P. Baxxter, Rick J. Jordan, Michael Simon, Jens Thele                                                  | 3:29  |
| 13 | Bang Bang Club                    | Robert Philipp Orlando, H.P. Baxxter, Rick J. Jordan, Michael Simon, Jens Thele                          | 4:02  |
| 14 | Summer Dream                      | H.P. Baxxter, Rick J. Jordan, Michael Simon, Jens Thele, Funkhauser, Contadini, Zafret, D'Alo            | 3:20  |
| 15 | Mashuaia                          | H.P. Baxxter, Rick J. Jordan, Michael Simon, Jens Thele, Chris Avantgarde                                | 6:04  |
| 16 | Friends Turbo                     | H.P. Baxxter, Rick J. Jordan, Ferris Bueller, Jens Thele                                                 | 3:19  |

A második lemez tartalma egyetlen szám, a "Suck My Megamix", mely az eddig megjelent összes Scooter-kislemez egyetlen mixbe sűrítve, a következő sorrendben:
1. One (Always Hardcore)
2. Ti Sento
3. Jumping All Over The World
4. Jump That Rock! (Whatever You Want)
5. And No Matches
6. The Question Is What Is The Question
7. Faster Harder Scooter
8. Hello! (Good To Be Back)
9. Move Your Ass!
10. How Much is The Fish?
11. Jigga Jigga!
12. Ramp! (The Logical Song)
13. Nessaja
14. J'adore Hardcore
15. Friends (Turbo)
16. Let Me Be Your Valentine
17. Rebel Yell
18. Endless Summer
19. I'm Raving
20. Suavemente
21. Apache Rocks The Bottom
22. Lass Uns Tanzen
23. Shake That!
24. The Only One
25. We Are The Greatest
26. Aiii Shot the DJ
27. Maria (I Like It Loud)
28. Posse (I Need You On The Floor)
29. Stuck On Replay
30. She’s the Sun
31. The Night
32. Weekend!
33. I’m Lonely
34. Fuck The Millennium
35. Call Me Mañana
36. Fire
37. Behind the Cow
38. Break It Up
39. The Sound Above My Hair
40. The Age of Love
41. No Fate
42. I’m Your Pusher
43. I Was Made For Lovin’ You
44. Move Your Ass! (reprise)
45. Hyper Hyper
46. Back In the U.K.

### 20 Years of Hardcore bónusztartalom
1. Friends Turbo (Movie Version)
2. Friends Turbo (The Drum ’n Bass Mix)
3. The Only Club
4. David Doesn’t Eat (Eric Chase Remix)
5. C’est Bleu (The Dubstyle Mix)
6. It’s A Biz (Ain’t Nobody) (The Big Mash Up Tour 2012 Edit)
7. It’s A Biz (Ain’t Nobody) (Club Mix)

## Kritikák
A lemez vegyes érzelmeket váltott ki mind a rajongótábor, mind a kritika körében. A Gépszabadság elektronikus zenei oldalon úgy írnak róla: "a 16 tracket és egy megamixet tartalmazó The Big Mash Up valószínűleg nem lesz az ős Scooter fanatikusok számára egy példaértékű darab.". A Zene.ro szerint "általában elmondható az új albumról, hogy modern, a megszokott Scooter stílusnál jóval innovatívabb." A német M&G zenekritikai oldal egyenesen "fanzátiátlan katyvasznak" titulálja a lemezt, ahol nem érzi elegendőnek azt, hogy a megszokott Scooter-sablonokat ráhúzzák a divatos irányzatokra, és a Suck My Megamixet is erőltetettnek tartja.

## Videóklipek
- Friends Turbo
- The Only One
- David Doesn’t Eat
- C'est Bleu
- It's A Biz

## Feldolgozások, sample-átvételek
- David Doesn’t Eat: Nick Straker Band – A Walk In The Park, Nero – Promises
- Dreams: Richard Sanderson – Reality
- Beyond The Invisible: Enigma – Beyond The Invisible
- Sugary Dip: Olivia Newton-John – Have You Never Been Mellow, Talk Talk – Such A Shame
- It’s A Biz: Chaka Khan – Ain’t Nobody, Afrojack & Steve Aoki & LMFAO – No Beef ft. Alyssa Palmer (Jo Remix) (csak az albumverzió)
- C’est Bleu: Vicky Leandros – L’amour Est Bleu, The Hose – I Survived (Duran Duran – Reflex)
- 8:15 To Nowhere: Vicious Pink – 8:15 To Nowhere
- Close Your Eyes: Echobelly – Dark Therapy
- The Only One: The Charlatans – The Only One I Know, Nirvana – Lithium, Rhythm Gangsta – The Crowd Song
- Copyright: Frenchmasterz feat. Mouss MC – Move Dat
- Bang Bang Club: The Flirts – Passion
- Summer Dream: Sheila – Summer Dream of Love
- Mashuaia: MDX – Drive Out (Marc Simz Remix), (Vengeance Trance Sensation – Jericho Set  (3:29-től))
- Friends Turbo: Scooter – Friends

## Közreműködtek
- Vicky Leandros (C’est Bleu)
- Vanessa Schulz (vokálok: Close Your Eyes, Beyond the Invisible)
- Magyar Zsuzsa (vokál: It’s A Biz)
- Claas P. Jambor (vokál: David Doesn’t Eat)
- Lord Otazzac (vokál: The Only One)
- Eric Chase (utómunkálatok)
- Chris Avantgarde (utómunkálatok, szerzőtárs)
- Michi Lange (Suck My Megamix)

## Videók
A lemezről öt videóklip jelent meg.
Az első a "Friends Turbo" videója, mely tulajdonképpen a "Turbo" című holland film reklámja is. A videót is Hollandiában vették fel, a film egyik szereplőjével, melyben a Scooter tagjai önmagukat parodizálják, többek között a How Much Is the Fish? vagy az I’m Your Pusher videojeleneteit utánozva.
A második klip alig egy hónappal később érkezett, és merőben szokatlan volt, Lady Gaga és Katy Perry klipjeinek a világát idézte, élénk, rikító színekkel, különféle érdekes ruhákba öltöztetett táncoslányokkal, valamint a Scooter tagjaival, akik több jelenetben élénk színű Adidas-melegítőt viselnek.
A harmadik videóklip, a "David Doesn’t Eat" klipje, mely egyszerre érkezett az albummal. A klip egy parkolóház mélyén játszódik, melyben a Scooter tagjain kívül néhány utcai táncost láthatunk.
A negyedik videóklip a C’est Bleu-höz készült. Bevágások láthatóak benne a Vicky Leandrosszal történt stúdiómunkákról, valamint a The Stadium Techno Inferno koncertlemezről, melyeket néhány kisebb jelenet szakít meg.
Az ötödik klip az "It’s A Biz (Ain’t Nobody)"-hoz tartozik. Két részből áll: az egyik egy brnói fellépésen készített koncertfelvételes rész (ezen a koncerten volt a dal felújított változatának premierje is), a másik pedig azt mutatja be, ahogy egy fiatal lány éppen úton van a koncertre autóval, de útközben lerobban.

## Érdekességek
- A C.I.F.L.-ben, ami az album intrója, visszafelé elhangzik a "copyright is for losers" kifejezés.
- Az "It’s A Biz" című számban egy magyar lány, Magyar Zsuzsa hangját hallhatjuk.
- A "The Only One" című számnál Michael Simon nem szerepel szerzőként, noha a Scooter tagja. Helyette Chris Avantgarde szerepel, aki akkoriban a Scooter stúdiójában gyakornokoskodott.
- A "Suck My Megamix" iTunes-on egy rövid ideig elérhető volt Limited Extended változatban is, mely 115 perc hosszú volt.